# Darius Robinson (giocatore di football americano 2001)
Darius Robinson (Southfield, 13 settembre 2001) è un giocatore di football americano statunitense che milita nel ruolo di defensive end per gli Arizona Cardinals della National Football League (NFL).

## Carriera universitaria
Robinson disputò cinque partite nella sua prima stagione a Missouri nel 2019 mettendo a segno un tackle. Nel 2020 disputò sette partite di cui due come titolare come defensive tackle, totalizzando 11 placcaggi e un sack. Nel 2021 disputò sei gare come titolare su dieci, con 21 tackle. Nel 2022 disputò tutte le 13 gare, di cui 10 come titolare, terminando con 35 tackle e 3,5 sack. Nell'ultima stagione nel 2023 passò dal ruolo di defensive tackle a quello di defensive end.

## Carriera professionistica

### Arizona Cardinals
Robinson fu scelto nel corso del primo giro (27º assoluto) del Draft NFL 2024 dagli Arizona Cardinals. Fu inserito in lista infortunati il 27 agosto 2024 per un problema a un polpaccio. Tornò nel roster attivo il 28 ottobre. Nella sua prima stagione mise a segno 10 placcaggi e un sack in sei presenze, nessuna delle quali come titolare.